# Kommunikation bei Delfinen
Delfine haben ein sehr komplexes Verständigungssystem entwickelt. Sie kommunizieren miteinander, um sich wichtige Mitteilungen zu überbringen, ihre Jagd zu organisieren und sogar um sich über gefundene Objekte zu informieren.

## Arten der Kommunikation

### Pfiffe
Bei den Pfiffen stellt sich die Frage, wie die Delfine es schaffen, einen Ton zu erzeugen. Da Delfine bis zu einer Tiefe von 800 Metern tauchen, müssten die Pfiffe mit zunehmender Tiefe auch immer höher werden, denn Pfiffe entstehen für gewöhnlich durch Schwingungen in einem Hohlraum. Wenn dieser Hohlraum durch steigenden Wasserdruck zusammengepresst wird, werden die Töne immer höher und als Kommunikationsmittel unbrauchbar. Aus diesem Grund stellten Wissenschaftler die These auf, dass die Delfine gar keine Signaturpfiffe verwenden, sondern mit Hilfe von Stimmbändern  ganz normale Töne erzeugen. Der Vorteil bei dieser Tonerzeugungsart wäre, dass solche Töne aufgrund von schwingendem Gewebe entstehen, und damit der steigende Wasserdruck kein Problem mehr wäre.
Um diese These zu überprüfen, machten Forscher ein Experiment, bei dem sie einem Delfin eine Maske aufsetzten, durch die er Heliox zu atmen bekam. Heliox ist ein Mischgas, welches gerne als Atemgas bei Tauchgängen verwendet wird. Es besteht zu 80 Prozent aus Helium und zu 20 Prozent aus Sauerstoff. Sollte der Signaturpfiff also tatsächlich ein Pfiff sein, müsste sich seine Frequenz deutlich erhöhen. Das tat sie aber nicht. Das Gas bewirkte auf den Pfiff also dasselbe wie der Wasserdruck in 900 Metern Tiefe: nämlich gar nichts.

### Sprünge
Delfine springen aus dem Wasser, um über Weiten von mehr als 90 Metern zu kommunizieren. Dabei verwenden sie ein sehr ausgeklügeltes System, das mit unserem Buchstabensystem vergleichbar ist. Einzelne Sprünge werden kombiniert, um daraus eine Nachricht zu bilden. Dabei verwenden die Delfine ca. 30 verschiedene Sprungfiguren. Meistens werden zwei bis drei Sprünge kombiniert. Das Bewegungsmuster „Sprungspion“ besteht aus drei Figuren: „Stopp“, „zeigen“ und „Kopf“.
Der amerikanische Wissenschaftler George K. Zipf  hat in den 1930er Jahren die Häufigkeit der verschiedenen Sprungfiguren untersucht und mit unserer Sprache verglichen. Dabei konnte er eine verblüffende Ähnlichkeit feststellen. Sehr komplexe  Sprünge werden nur sehr selten verwendet, leichte hingegen sind bei jedem dritten Sprung zu finden. Komplizierte Bewegungsmuster sind erstens schwieriger und zweitens auch viel energieaufwändiger und können deshalb vom Delfin gar nicht so oft gezeigt werden.

### Körperkontakt
Die Kommunikation über Berührungen wird zum einen zum Austausch von Zärtlichkeit verwendet, andererseits aber auch um sich bei der Jagd zu organisieren. Weil die Delfine bei der Jagd ihre gewohnten Pfifflaute und Sprünge nicht verwenden können, um nicht die Jagdbeute aufzuschrecken, kommunizieren sie hier über den Körperkontakt.
Auch beim komplexen Jagdsystem der Schwarzdelfine kommt die Kommunikation über den Körperkontakt zum Einsatz. Zuerst wird die Jagdbeute von der Delfinschule zusammengetrieben, und dann schwimmt immer nur jeweils ein Tier in den zusammengetriebenen Fischschwarm und fängt Beute. Bei der Frage, wer in den Fischschwarm schwimmen und Beute fangen soll, wird von den Delfinen nicht das gewohnte Pfiffsignal verwendet, da sie die Tiere nicht aufschrecken und damit eine Teilung des Fischschwarmes riskieren wollen, sondern sie kommunizieren es über den Körperkontakt.

## Verwendungen
Die verschiedenen Kommunikationsarten werden bei den Delfinen so gut wie immer und überall verwendet. Schon wenige Stunden nach der Geburt können die Delfine gewisse Pfeiftöne von sich geben, damit sie sich mit der Mutter verständigen können. Delfine bleiben ungefähr sechs Jahre bei der Mutter; in dieser Zeit lernen sie unter anderem das Kommunizieren. Doch die Verwendung von Pfeiftönen ist nicht ungefährlich, denn sie hilft  auch den zur Gattung der Delfine gehörenden Killerwalen, die Delfine zu orten und zu jagen. Aber die Killerwale können die Laute nicht nur hören, sondern verwenden sie auch selbst, um eine koordinierte Jagd durchzuführen.

### Name
Die wohl bekannteste Delfinart, der große Tümmler, ist das einzige Lebewesen, außer dem Menschen, das sich mittels individueller Namen erkennt. Kommt ein Kalb zur Welt, so pfeift die Mutter beinahe ununterbrochen ihren Signaturpfiff, um ihn dem Kalb einzuprägen. Wissenschaftler der University of St. Andrews machten ein Experiment, bei dem sie das individuelle Pfeifsignal eines Delfins aufzeichneten, und dann alle persönlichen Pfiff-Eigenheiten entfernten. Dieser veränderte Ton wurde anschließend den nächsten Verwandten vorgespielt. 9 von 14 Delfinen reagierten auf das veränderte Signal. Das heißt: Die „Namen“ sind Signaturpfiffe, die vollkommen unabhängig von der „Stimmlage“ erkennbar sind. Für uns ist das vergleichbar mit unterschiedlich akzentuierter Aussprache eines Namens.

### Jagd
Auch bei der Jagd ist die Kommunikation ein entscheidender Faktor. Nachdem die Delfine einen Fischschwarm zusammengetrieben haben, müssen sie sich organisieren, um nicht die Kontrolle zu verlieren (siehe oben, Körperkontakt).

## Aktuelle Forschungen
Derzeit wird daran geforscht, was die Delfine miteinander kommunizieren. Es stellte sich heraus, dass die Tiere neben den schon bekannten Warn- und Organisationssignalen auch über Objekte miteinander kommunizieren. Das heißt, sie schicken sich gegenseitig die Informationen über abgescannte Objekte, Fischschwärme und Meeresböden. „Wenn ein Delfin ein Objekt mit seinem hochfrequenten Klangstrahl untersucht, die er in Form von kurzen Klicks emittiert, erzeugt er damit jeweils ein Standbild - fast wie bei einer Kamera, die ein Foto macht. Jedes Delfin-Klicken ist ein Impuls von reinem Klang, der durch die Form des Objekts moduliert wird. Mit anderen Worten: Der reflektierte Schall enthält ein semi-holografisches Abbild des Objekts. Einen Teil der reflektierten Schallwellen nimmt der Delfin mit seinem Unterkiefer auf, von wo aus der Schall auf das anliegende Mittel- und Innenohr übertragen wird, wo das Bild erzeugt wird“, erklärt der Forscher John Stuart Reid aus England.

## Delfin und Mensch
Der große Tümmler Jessi wurde in Experimenten des John Cunningham Lilly dazu gebracht, seine Laute in der Luft zu erzeugen, und nicht wie gewohnt unter Wasser. Dann wurde er belohnt, wann immer er humanoide Laute erzeugte, und durch das Ausbleiben von Belohnungen bestraft, wenn er delfinische Laute erzeugte. Schließlich nannte man dem Delfin zufällige Vokale und Konsonanten, die der Delfin dann sofort nachahmte, das ist eine Form der Mimikry, die bei kleinen Kindern auftritt.